# Abbaye Sainte-Croix de Poitiers
Pour les articles homonymes, voir Sainte-Croix.
L’abbaye Sainte-Croix de Poitiers est une ancienne abbaye de Poitiers, qui a été transférée aujourd'hui sur la commune de Saint-Benoît.

## Période médiévale
L'abbaye Sainte-Croix fut fondée par la reine des Francs Radegonde en l'an 552, qui fuyait ainsi son époux Clotaire. Menacé d'excommunication par saint Germain de Paris, évêque de Paris, ce dernier finit par acquérir les terres près du quartier épiscopal de Poitiers où fut construite l'abbaye Sainte-Marie, premier monastère féminin de Gaule.
La première abbesse en fut sainte Agnès, la reine ayant refusé cette charge. Agnès plaça le monastère sous la règle de saint Césaire. Agnès avait été une ancienne dame de compagnie de Radegonde, de même que sainte Disciole, une autre fidèle de Radegonde. L'abbaye fut renommée Sainte-Croix lorsqu'elle reçut en 567 des fragments de la Croix envoyés par l'empereur de Constantinople. L'abbaye possédait une quantité importante de reliques, et fut aussi un foyer culturel majeur à l'époque. Radegonde y fit venir notamment le poète italien Venance Fortunat, plus tard évêque de Poitiers, qui y écrivit ses hymnes les plus célèbres. On lui attribue entre autres le « Vexilla Regis ».
De cette époque subsistent un certain nombre d'objets : une grande croix mérovingienne en métal jadis ornée de pierreries, le fameux pupitre dit de sainte Radegonde et la plaque centrale de la staurothèque contenant les reliques et datant vraisemblablement des alentours de l'an mil. Ces objets sont toujours en possession des religieuses.

### La révolte des nonnes de Sainte-Croix de Poitiers

Les royaumes francs en 587.

La révolte des nonnes du monastère de Sainte-Croix de Poitiers a lieu entre 589 et 590. Menées par Basine et Chrodielde, les nonnes s’insurgent contre leur abbesse, Leubovère. Elles fuient le monastère pour trouver refuge chez l’évêque Grégoire de Tours puis dans la basilique de Saint-Hilaire. Les évêques tentent une conciliation pour résoudre le conflit. Cependant, des hommes de mains, recrutés par les religieuses, les chassent. Le roi Childebert II, roi d’Austrasie, ordonne alors à un de ses comtes, Maccon, de mettre un terme à cette révolte. Les nonnes sont finalement jugées et réintègrent leur monastère.
Les causes
La révolte est menée par deux nonnes, Basine et Chrodielde, qui sont également princesses mérovingiennes. En effet, Chrodielde est la fille du roi Charibert et Basine la fille du roi Chilpéric. Ces nonnes contestent l’élection de la nouvelle abbesse Leubovère. Elles critiquent les conditions de vie au monastère, déclarant « qu’elles ne pouvaient plus endurer la faim, le dénuement, non plus que les mauvais traitements ». Elles remettent également en cause la gestion du monastère par Leubovère. Cette dernière est accusée d’avoir  « célébré des fiançailles dans le monastère ». Cependant, l’abbesse récuse ses accusations. Selon elle, « elles n’avaient jamais enduré elles-mêmes une disette excessive étant donné la pénurie de la saison. Quant aux vêtements, (…) elles en ont plus que ne l’exigent leurs besoins ». Les nonnes n’admettent pas l’autorité de Leubovère qui en contrôlant le monastère s’impose comme la principale notable de la région. Lors de la révolte des nonnes en 589, le Poitou se trouve dans une situation politique complexe. Depuis sa fondation en 552, le monastère a été sous la domination de six rois différents. En 585, le roi Gontran de Bourgogne, envahit le Poitou, territoire appartenant à son neveu, le roi Childebert II. En 587, Childebert II et Gontran signent le traité de paix d’Andelot et se jurent amitiés. Le Poitou est rétrocédé à Childebert II. En contrepartie Gontran obtient une partie de l’Aquitaine. Le Poitou est donc dans une situation géopolitique délicate car il se trouve en périphérie du royaume de Childebert II, loin du pouvoir politique du roi à Reims et tout près du royaume concurrent de Gontran.
La révolte

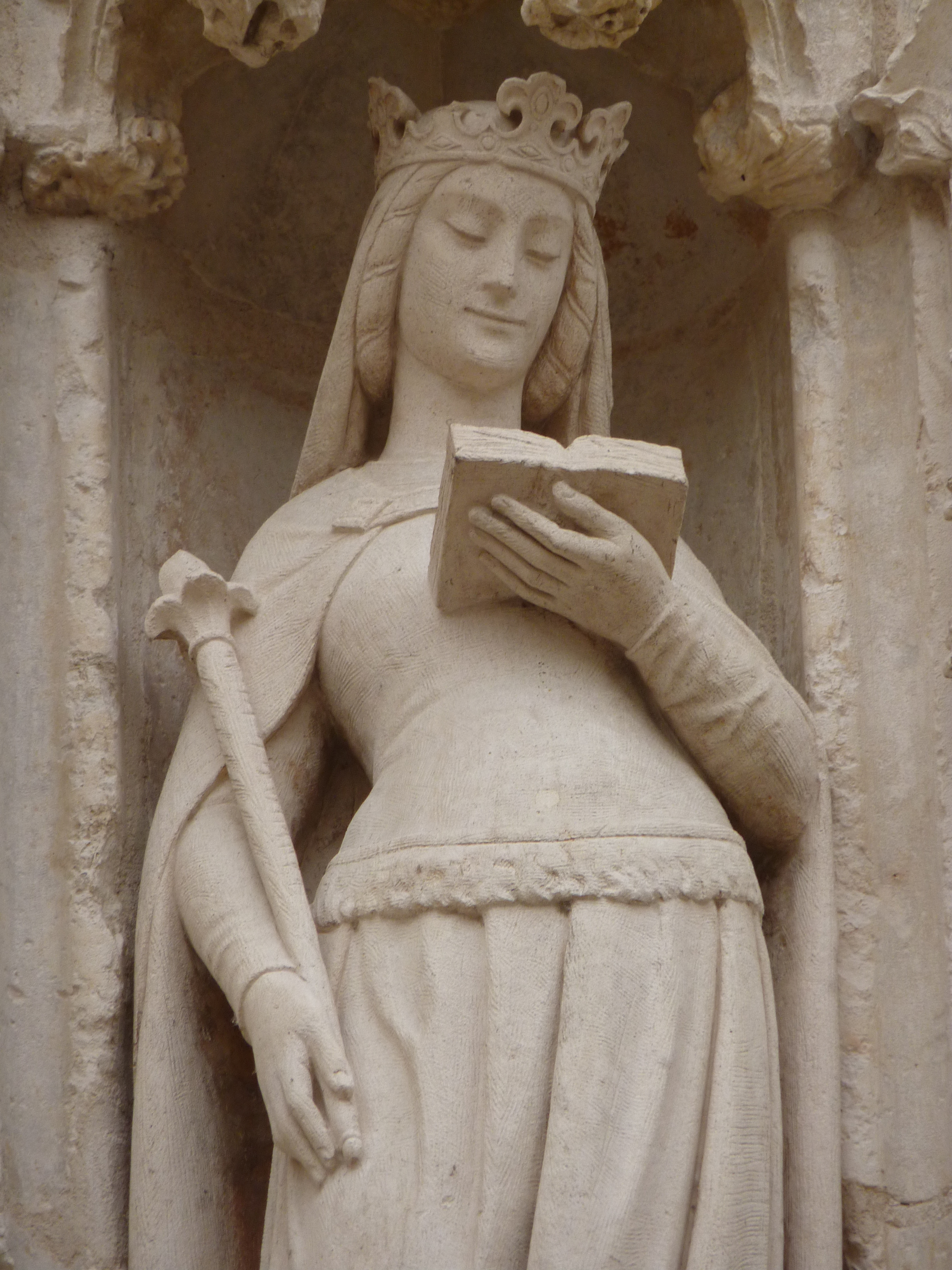
Statue de Radegonde à l'église Sainte-Radegonde de Poitiers.

Les nonnes dirigées par Basine et Chrodielde, quittent le monastère de Sainte-Croix pour se rendent à Tours, afin d’adresser leurs griefs à l’évêque Grégoire de Tours. Elles se plaignent également de l’attitude de l’évêque de Poitiers Marovée. Ce dernier paraît peu soucieux du sort de l’abbaye et reste passif. L’évêque est, en effet, en conflit avec les nonnes depuis que l’abbesse Radegonde a tenté d’empêcher l’évêque de contrôler le monastère. Cette dernière était l’épouse de Clotaire Ier et  a construit le monastère avec les ressources financières de son époux. Radegonde entra en conflit avec l’évêque en rapportant une relique de la croix de Jésus ainsi que la règle écrite d’Arles car elle cherchait à émanciper le monastère du pouvoir de l’évêque et donc du pouvoir royal.
Chrodielde confie les nonnes à Grégoire de Tours et le supplie de « daigner garder ces jeunes filles qui ont été soumises à de grandes humiliations par l’abbesse de Poitiers, jusqu’à ce qu’elle aille trouver les rois, ces parents ». Elle se rend chez le roi Gontran, son cousin pour plaider sa cause. Chrodielde pensait que l’évêque Marovée, soutien de l’abbesse Leubovère, serait désapprouvé par son métropolitain et les évêques des provinces avoisinantes, sujets de Gontran. En effet, Marovée n’était pas apprécié dans le royaume de Bourgogne car il avait refusé de se soumettre à Gontran lors de l’invasion du Poitou. Les soldats royaux avaient été obligés de « se jeter sur l’évêque » afin d’empêcher sa sédition.
Cependant, les nonnes se lassent d’attendre les évêques auxquels le roi Gontran avait donné l’ordre de venir discuter avec l’abbesse. Ce dernier hésite à envoyer des évêques sur les terres du roi d’Austrasie car il a peur de créer un conflit avec lui. Il attend donc ses instructions. Childebert II  « instruit de ces nouvelles, adressa des envoyés au roi Gontran, afin que, réunissant les évêques des deux royaumes, on pût par un jugement canonique remédier à ce qu’il se passait ».
Les nonnes ne veulent pas se résigner à rentrer au monastère. La décision est prise de revenir à Poitiers mais de ne pas réintégrer le cloître. Elles se mettent à l’abri dans la basilique Saint-Hilaire se trouvant à côté du monastère. Chrodielde décide de rassembler une troupe de gens « coupables de tous les crimes », pour se défendre. Cependant, les évêques Gondegisile de Bordeaux, Nicaise d’Angoulême, Saffaruis de Périgueux et Marovée de Poitiers, convoqués par Gontran et Childebert II, arrivent au monastère de Sainte-Croix. N’y trouvant pas les nonnes, ces derniers se rendent à Saint-Hilaire. Ils veulent « inculper à ses filles le désir de les ramener dans leur monastère ». Celles-ci refusent de se soumettre aux évêques et ils les excommunient. Les hommes rassemblés par Chrodielde, armés de bâtons, se jettent alors sur les évêques, les clercs et les serviteurs en les rouant de coups. Les évêques écrivent aux autres évêques du royaume de Gontran réunis en synode avec le roi pour les informer de la situation. Ces derniers valident la sentence d’excommunication. Plusieurs tentatives de conciliation sont menées mais elles échouent toutes car les nonnes souhaitent que leur sentence d’excommunication soit levée. Durant l’hiver 589/590, ayant peu de ressources pour vivre, une partie des nonnes quittent Chrodielde et Basine afin de retourner dans leur ancien monastère. Le noyau de nonnes qui résiste toujours envisage alors d’envahir le domaine de Sainte-Croix. Pendant la semaine sainte, elles se rendent au monastère, frappent les nonnes fidèles à l’abbesse et après plusieurs tentatives, kidnappent cette dernière. Le roi Childebert exaspéré par la situation ordonne au comte Maccon de réprimer la sédition, son armée tue alors tous les hommes de Chrodielde. Les révoltées se retrouvant sans défense, sont condamnées à se rendre au tribunal ecclésiastique.
Le procès
Lors du procès, l’abbesse est confrontée aux accusations des deux princesses et elle doit donc s’expliquer. Des personnalités, comme le médecin Réovald, interviennent pour défendre l’abbesse Leubovère. Les évêques, se fondant sur le droit canon de l’Église, déclarent que les révoltées sont privées de communion jusqu’à ce qu’elles aient accompli une pénitence acceptable. Ils les condamnent également à restituer tous les biens volés. Le jugement condamne les nonnes à la même peine sans faire distinction de rang. Cependant en novembre, devant l’obstination de Chrodielde, un nouveau procès est organisé en présence du roi Gontran. Basine « se jeta aux pieds des évêques, demanda pardon, promettant de rentrer dans le monastère pour y vivre en charité avec l’abbesse et de ne transgresser en rien la règle ». Chrodielde quant à elle affirma qu’elle ne rentrerait jamais dans le monastère « tant que l’abbesse Leubovère y resterait ». Le roi leur accorda son pardon. Ainsi « elles furent reçues à la communion et envoyées à Poitiers, Basine pour rentrer dans le monastère, et Chrodielde dans une maison des champs ». Peu de temps après, en 592, Leuvobère et l’évêque Marovée meurent.

### La chapelle du Pas de Dieu et les vestiges archéologiques visibles

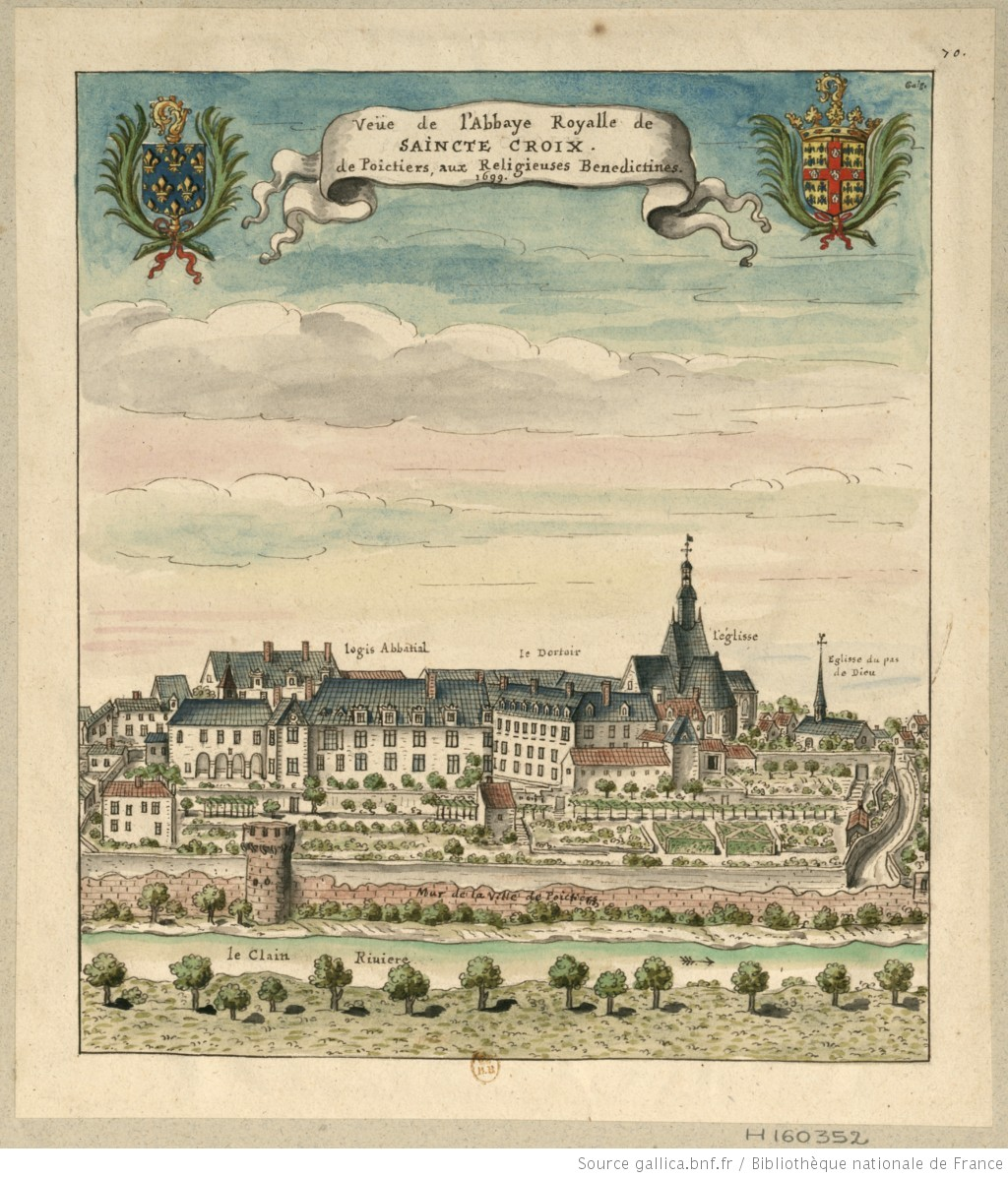
Gravure de l'abbaye royale de Sainte-Croix en 1699 par Louis Boudan.

En 1909, le père Camille de la Croix, archéologue, a mis au jour les fondations de la première abbatiale Sainte-Marie, petit édifice rectangulaire avec un emplacement d'autel. Il a aussi découvert, jouxtant l'abbatiale, les fondations de la cellule de Radegonde et son oratoire (ces deux dernières constructions ont été restituées dans un style inspiré de l'époque mérovingienne en 1912).
Ce petit oratoire, détruit à la Révolution, est appelé la chapelle du « Pas de Dieu », puisque c'est là qu'avant de mourir, nous dit-on, Radegonde eut la vision du Christ lui disant « tu es la perle de ma couronne ». En partant, il aurait laissé une empreinte dans une pierre, longtemps conservée dans la chapelle. Après la Révolution, la pierre a été transférée dans l'église Sainte-Radegonde où elle se trouve toujours. À côté de la chapelle, aujourd'hui dans un terrain appartenant au couvent de l'Union chrétienne, se trouve le « Laurier de sainte Radegonde ». Elle aurait planté un arbre devant sa cellule, qui dès lors avait poussé miraculeusement. L'arbre est effectivement très ancien, et les religieuses de Sainte-Croix avait pour tradition d'offrir ou de vendre les feuilles dans de petits sachets au XIXe siècle.
Dans les années 1950, François Eygun, archéologue, a mis au jour les fondations de la seconde abbatiale, Sainte-Croix. Beaucoup plus importante, elle avait été agrandie à l'époque romane, et détruite à la Révolution. On connait son élévation grâce aux nombreux dessins qui en ont été faits. Durant ses fouilles, Eygun découvrit non seulement les vestiges romans (piliers, murs gouttereaux et chevet) mais aussi les fondations d'une petite absidiole mérovingienne, celle de la première construction. Un grand nombre de mosaïques préromanes ont été découvertes. Elles sont aujourd'hui conservées au Musée Sainte-Croix et chez les religieuses de l'abbaye à la Cossonière. Les fondations et constructions sont, quant à elles, visibles dans le jardin et l'arrière-cour d'un immeuble moderne situé au 8 rue Jean-Jaurès. On peut aussi admirer au musée les archivoltes de l'ancien portail roman, ornées d'animaux.

### Église Sainte-Radegonde
L'église destinée à abriter les sépultures des moniales fut consacrée sous le nom de basilique Sainte-Marie-Hors-les-Murs, car l'abbaye fut construite en dehors de la muraille romaine de la ville (tout en étant à l'intérieur de la boucle du Clain). Elle fut nommée Sainte-Radegonde à la mort de la fondatrice, en 587. En décembre 838, le roi Pépin Ier d'Aquitaine est enterré dans l’église.
Un bourg s'établit autour de l'église. Il fut détruit par des assaillants plusieurs fois, ce qui poussa à sa fortification au Xe siècle. En 955 on sait que les environs de l'église sont fortifiés. Ils sont ensuite inclus dans la muraille construite par Aliénor d'Aquitaine au XIIe siècle
C'est aujourd'hui l'église Sainte-Radegonde reconstruite au XIe siècle.

## Période moderne et contemporaine
Des édifices de l'abbaye datant de la Renaissance reste un très grand corps de logis, restauré en 2006-2007, datant de la fin du XVIe siècle. Il est aujourd'hui transformé en résidence de standing.
Elle connaît une période faste durant l'abbatiat de Charlotte Flandrina d'Orange-Nassau, entre 1603 et 1640. Fille du stathouder Guillaume le Taciturne (qui avait accompagné Gaspard II de Coligny lors du siège de Poitiers en 1569), et sœur de Charlotte-Brabantine d'Orange-Nassau, duchesse de la Trémoille, elle avait abjuré le protestantisme avant de devenir abbesse à Poitiers. Elle fit faire de nombreux travaux d'ornement dans l'abbatiale, et fit venir de nombreux tableaux de hollande pour les besoins de l'abbaye. On conserve ainsi au Musée Sainte-Croix le chemin de croix, en partie œuvre du peintre d'Utrecht Everard Quirinsz van der Maes (1577-1656). Flandrina d'Orange-Nassau offrit aussi le grand retable de style baroque dans la chapelle du collège des jésuites.
Détruite en grande partie à la Révolution, l'enclos est traversé par la rue du Pont-Neuf à partir des années 1830. Les religieuses reviennent par la suite, et l'abbaye est reconstruite. Les Augustines hospitalières s'étant installées dans les anciens édifices encore debout, l'abbaye Sainte-Croix est reconstruite plus à l'ouest, de l'autre côté du baptistère Saint-Jean. La nouvelle abbaye comprend les anciens bâtiments XVIe – XVIIe siècle du chapitre de la cathédrale. L'église est bâtie rue Pascal-Le-Coq dans un style néo-gothique en 1871.
En 1965, les religieuses quittent le centre de Poitiers. Elles font l'acquisition d'une ancienne maison de plaisance appartenant aux jésuites, à la Cossonière, dans la campagne proche de Poitiers, perpétuant ainsi cette abbaye. Bâtie dans les années 1960, elle porte maintenant le nom d'abbaye Sainte-Croix de la Cossonière, à Saint-Benoît. Dans l'église, construite à la fin des années 1950, par l'architecte Madeleine Ursault, se trouvent les superbes grilles en ferronnerie datant de 1739 et les stalles de l'abbaye d'avant 1789. Les religieuses y conservent encore le reliquaire de la vraie croix, la fameuse staurothèque. Elles conservent aussi pieusement le pupitre de sainte Radegonde, un curieux objet en bois, datant du VIe siècle et servant possiblement de lutrin. Il est orné de signes chrétiens, et il s'agit du plus ancien meuble conservé intact en France. Sont également conservés de nombreux objets archéologiques, dont une très belle croix pectorale qui aurait appartenu à la sainte. Tous ces objets sont régulièrement montrés au public lors d'expositions ou d'événements religieux.
Les bâtiments du XIXe siècle de l'abbaye ont été détruits dans les années 1970, seuls ont été conservés les éléments des siècles précédents. À l'emplacement de l'abbaye fut construit le Musée Sainte-Croix par l'architecte Jean Monge, bâtiment de style brutaliste en béton et verre inauguré en 1974. Lors de la construction de cet édifice, les vestiges antiques mis au jour ont été conservés in situ. Le musée conserve de nombreux objets liés à l'histoire de l'abbaye, dont la fameuse effigie en bois de la Grand'Goule, le chemin de croix, et des moulages des objets conservés à la Cossonière.
Il est à noter que ce sont les sœurs de l'abbaye qui confectionnent les hosties pour tout le diocèse de Poitiers. Ce sont les seules autorisées à fabriquer le précieux pain (comme dans la plupart des diocèses où la fabrication des hosties est assurée par les monastères). Il s'agit d'ailleurs de leur principale source de revenus. (Source : reportage France bleu Poitou, début année 2010 à l'occasion de la fête du pain). 1 000 hosties coûtent à l'Église entre 6 € et 10 €.

## Source
- Grégoire de Tours, Histoire des Francs, traduction de R. Latouche, Les Belles lettres, coll. « Classiques de l'Histoire de France au Moyen Âge », Paris,  1937

#### Œuvres de fiction
- La Révolte des nonnes, roman de Régine Desforges, 1981.
- L'Enfant des loups, film de Philippe Monnier, 1991, adapté du roman La révolte des nonnes.